# Asch-Scharīf al-Murtadā
asch-Scharīf al-Murtadā (arabisch الشريف المرتضى, DMG aš-Šarīf al-Murtaḍā; geboren 965 oder 966 (?); gestorben 1044) war ein zwölferschiitischer Rechtsgelehrter (faqih) und Koran-Kommentator im 11. Jahrhundert zur Zeit der Buyiden. Sein Ehrentitel war ‘Alam al-Hudā.
Er wurde in eine Gelehrtenfamilie geboren und ist der ältere Bruder von Scharif Radhi, der das Nahdsch al-Balāgha zusammenstellte. Nach dessen Tod diente er als Obmann (naqīb) der Aliden in Bagdad. Er war ein Schüler von Scheich Mufid, hatte bei mehreren muʿtazilitischen Autoritäten studiert und war ein Anhänger des Kalām.

## Werke
Asch-Scharīf al-Murtadā ist Verfasser zahlreicher Schriften zu Kalām, Fiqh, Usūl al-fiqh, Grammatik, Dichtung und anderen Wissensgebieten. Zu seinen Werken zählen:
- Ġurar al-fawāʾid wa-durar al-qalāʾid bi-l-muḥāḍarāt, Adab-Handbuch, das sein Hauptwerk darstellt, abgeschlossen am 14. August 1022.
- aš-Šāfī fī l-imāma, Verteidigung der zwölfer-schiitischen Imamatslehre gegen al-Muġnī von ʿAbd al-Dschabbār ibn Ahmad.
- aḏ-Ḏarīʿa ilā uṣūl aš-šarīʿa
- al-Intiṣār über die Unterschiede zwischen den verschiedenen schiitischen Gruppen und anderen Lehrrichtungen
- Tanzīh al-anbiyāʾ
- al-Fuṣūl al-muḫtāra, Auszug aus dem Werk al-ʿUyūn wa-l-maḥāsin seines Lehrers asch-Schaich al-Mufīd (Digitalisat der Druckausgabe 1413h).